# سیارک ۴۷۰۹
سیارک ۴۷۰۹ (به انگلیسی: 4709 Ennomos، نامگذاری:1988TU2) چهار هزار و هفتصد و نهمین سیارک کشف شده‌است که در ۱۲ اکتبر ۱۹۸۸ کشف شد.
قدر مطلق سیارک برابر ۸٫۹۰ است.